# Euthalia yenadora
Euthalia yenadora är en fjärilsart som beskrevs av Hans Fruhstorfer 1913. Euthalia yenadora ingår i släktet Euthalia och familjen praktfjärilar. Inga underarter finns listade i Catalogue of Life.